# Bezirk Luditz

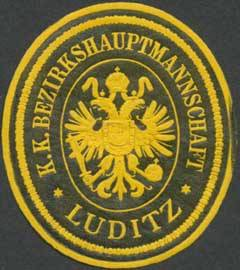
Siegelmarke C.K. Okresní hejtmanství ve Žluticích / Bezirkshauptmannschaft Luditz

Der Bezirk Luditz (tschechisch politický okres Žlutice) war ein Politischer Bezirk im Königreich Böhmen. Der Bezirk umfasste Gebiete in Nordwestböhmen (im Okres Karlovy Vary). Sitz der Bezirkshauptmannschaft (tschechisch Okresní hejtmanství ve Žluticích) war die Stadt Luditz (Žlutice, heute Český Žlutice). Das Gebiet gehörte seit 1918 zur neu gegründeten Tschechoslowakei und ist seit 1993 Teil Tschechiens.

## Geschichte
Die modernen politischen Bezirke der Habsburgermonarchie wurden 1868 im Zuge der Trennung der politischen von der judikativen Verwaltung geschaffen.
Der Bezirk Luditz wurde 1868 aus den Gerichtsbezirken Luditz (tschechisch soudní okres Žlutice) und Buchau (Bochov) gebildet.
Im Bezirk Luditz lebten 1869 30.435 Personen, wobei der Bezirk ein Gebiet von 8,7 Quadratmeilen und 96 Gemeinden umfasste.
1890 umfasste der Bezirk 96 Gemeinden mit 28.898 Einwohnern auf einer Fläche von 498,26 km².
Der Bezirk Luditz umfasste 1910 eine Fläche von 498,26 km² und eine Bevölkerung von 28.906 Personen. Von den Einwohnern hatten 1910 28.232 Deutsch als Umgangssprache angegeben. Weiters lebten im Bezirk 562 Tschechischsprachige und 112 Anderssprachige oder Staatsfremde.

## Gemeinden
Der Bezirk Luditz umfasste Ende 1914 die 96 Gemeinden Alberitz (Albeřice), Buchau (Bochov), Worka (Borek), Bergles (Bražec), Pirk (Březina), Pürles (Brložec), Buda (Budov), Chiesch (Chyše), Sichlau (Čichalov), Sicheritz (Čichořice), Tschies (Číhany), Schönau (Činov), Langgrün (Dlouhá), Langlammitz (Dlouhá Lomnice), Domaschin (Domašín), Olitzhaus (Doupovské Mezilesí), Herscheditz (Herptošice), Holeditz (Holetice), Taschwitz (Tašovice), Oberdreihöfen (Horní Záhoří), Höfen (Hradiště), Mokowitz (Hřivínov), Ohorn (Javorná), Girschen (Jeřeň), Gessing (Jesínky), Kobyla (Kobylé), Kolleschau (Kolešov), Kumerau (Komárov), Jablon (Jabloň), Kosterzan (Kostrčany), Klum (Chlum), Kowarschen (Kovářov), Koßlau (Kozlov), Knönitz (Knínice), Kratzin (Kračín), Lachowitz (Lachovice), Laschin (Lažany), Liebkowitz (Libkovice), Libin (Libín), Lochotin (Lochotín), Lohof (Lohov), Lubenz (Lubenec), Hartmannsgrün (Lučina), Luck (Luka), Kleinlubigau (Malý Hlavákov), Miroditz (Mirotice), Lindles (Mlyňany), Modschiedl (Močidlec), Mokrau (Mokrá), Mastung (Mostec), Nahoretitz (Nahořečice), Deutschkillmes (Německý Chloumek), Nebosedl (Novosedly), Pobitz (Babice), Badstübl (Podštěly), Przestein (Přestání), Prohorz (Prohoř), Protiwitz (Protivec), Schaub (Pšov), Radotin (Radětín), Reschwitz (Radošovice), Ratiworz (Ratiboř), Rzeppan (Řepany), Semtisch (Semtěš), Scheer (Sichrov), Mariastock (Skoky), Krippau (Skřipova), Schmidles (Smilov), Zoboles (Sobolusy), Stiedra (Štědrá), Stadthöfen (Štoutov), Gießhübel (Stružná), Schwinau (Svinov), Teltsch (Teleč), Tescheditz (Těšetice), Tyß (Tis), Tyß (Tis), Thönischen (Týniště), Udritsch (Oudrč), Pohlem (Údrče), Bohentsch (Vohaneč), Waltsch (Valeč), Walkowa (Válková), Wohlau (Valov), Großlubigau (Velký Hlavákov), Großwerscheditz (Verušice), Kleinwerscheditz (Verušičky), Paßnau (Veselov), Witkowitz (Vítkovice), Wladarz (Vladořice), Großfürwitz (Velký Vrbice), Serles (Záhoří), Sahorz (Záhořice), Sollmus (Žalmanov), Praßles (Zbraslav) und Luditz (Žlutice).